# فيل فورد
فيل فورد (بالإنجليزية: Phil Ford)‏ هو كاتب خيال علمي وكاتب سيناريو وكاتب بريطاني، ولد في 1950 في المملكة المتحدة.

## وصلات خارجية
- فيل فورد على موقع IMDb (الإنجليزية)
- فيل فورد على موقع ألو سيني (الفرنسية)
- فيل فورد على موقع قاعدة بيانات الفيلم (الإنجليزية)